# Kloster Rohrbach
Kloster Rohrbach war ein Kloster der Zisterzienserinnen westlich von Oberröblingen im heutigen Sachsen-Anhalt.

## Geschichte
In einem zwischen 881 und 899 entstandenen Verzeichnis des Zehnten des Klosters Hersfeld wird Rohrbach unter dem Namen „Rurbach“ als zehntpflichtiger Ort im Gau Friesenfeld genannt.
Das im 13. Jahrhundert entstandene Kloster wurde säkularisiert. Im Naumburger Vertrag von 1554 sollte es Herzog Johann Friedrich von Sachsen erhalten, dieser tauschte das Amt Sangerhausen mit Rohrbach jedoch gegen Stadt und Amt Altenburg in Thüringen. Daraufhin überließ Kurfürst August von Sachsen 1558 das Kloster Rohrbach an Paul Appelman. Dieser war nachweislich mindestens seit 1545 als verordneter Einnehmer der Erb- und wiederkäuflichen Zinsen der Klöster Rohrbach und St. Ulrich in Sangerhausen tätig.

## Äbtissinnen
- 1503/04 Katherina von der Asseburg
- 1517/39 Margaretha von Rulitz

## Vorsteher
- 1427 Probst Dietrich Zabel, Sohn des Stolberger Bürgers Heinrich Zabel († 1426) und dessen Ehefrau Borchte Zabel († 1428)[1]
- 1533 Ludwig Busch
- 1541/42 Christof Eberspach

## Klosterfrauen
- 1469 Katharina zu Stolberg, 1491 auch Sangmeisterin